# Готем (кінопремія, 2015)
25-та щорічна кінопремія «Готем» відбулася 30 листопада 2015 року. Номінанти були оголошені 22 жовтня 2015 року, а переможці — 30 листопада 2015 року. Актори Роберт Редфорд і Гелен Міррен, режисер Тодд Гейнс та продюсер Стів Голін отримали почесні нагороди під час церемонії.

## Список лауреатів та номінантів
• Переможці вказані першими й виділені окремим кольором.
| Категорія                                        | Номінанти                                                              |
| ------------------------------------------------ | ---------------------------------------------------------------------- |
| Найкращий фільм                                  | • У центрі уваги / Spotlight                                           |
| Найкращий фільм                                  | • Бог знає що / Heaven Knows What                                      |
| Найкращий фільм                                  | • Керол / Carol                                                        |
| Найкращий фільм                                  | • Мандарин / Tangerine                                                 |
| Найкращий фільм                                  | • Щоденник дівчинки-підлітка / The Diary of a Teenage Girl             |
| Найкращий документальний фільм                   | • Погляд тиші / The Look of Silence                                    |
| Найкращий документальний фільм                   | • Земля картелів / Cartel Land                                         |
| Найкращий документальний фільм                   | • Послухай мене, Марлоне / Listen to Me Marlon                         |
| Найкращий документальний фільм                   | • Собаче серце / Heart of a Dog                                        |
| Найкращий документальний фільм                   | • Наближаючись до слона / Approaching the Elephant                     |
| Нагорода імені Бінгема Рея за режисерський дебют | • Йонас Карпіньяно — «Середземномор'я»                                 |
| Нагорода імені Бінгема Рея за режисерський дебют | • Дезіре Акгаван — «Відповідна поведінка»                              |
| Нагорода імені Бінгема Рея за режисерський дебют | • Меріель Геллер — «Щоденник дівчинки-підлітка»                        |
| Нагорода імені Бінгема Рея за режисерський дебют | • Джон Мегері — «Заштопана дірка»                                      |
| Нагорода імені Бінгема Рея за режисерський дебют | • Джош Монд — «Джеймс Вайт»                                            |
| Найкращий сценарій                               | • Том Мак-Карті, Джош Сінгер — «У центрі уваги»                        |
| Найкращий сценарій                               | • Ной Баумбах — «Поки ми молоді»                                       |
| Найкращий сценарій                               | • Меріель Геллер — «Щоденник дівчинки-підлітка»                        |
| Найкращий сценарій                               | • Орен Мувермен, Майкл Алан Лернер — «Любов і милосердя»               |
| Найкращий сценарій                               | • Філліс Нейджі — «Керол»                                              |
| Найкращий актор                                  | • Пол Дано — «Любов і милосердя» (за роль Браяна Вілсона)              |
| Найкращий актор                                  | • Крістофер Ебботт — «Джеймс Вайт» (за роль Джеймса Вайта)             |
| Найкращий актор                                  | • Кевін Корріген — «Підсумки» (за роль Денні Флінна)                   |
| Найкращий актор                                  | • Пітер Сарсгаард — «Експериментатор» (за роль Стенлі Мілґрема)        |
| Найкращий актор                                  | • Майкл Шеннон — «99 будинків» (за роль Ріка Карвера)                  |
| Найкраща акторка                                 | • Бел Паулі — «Щоденник дівчинки-підлітка» (за роль Мінні Гоце)        |
| Найкраща акторка                                 | • Кейт Бланшетт — «Керол» (за роль Керол Ейрд)                         |
| Найкраща акторка                                 | • Крістен Віг — «Ласкаво прошу до мене» (за роль Еліс Кліг)            |
| Найкраща акторка                                 | • Блайт Деннер — «Я побачу тебе у своїх снах» (за роль Керол Петерсен) |
| Найкраща акторка                                 | • Брі Ларсон — «Кімната» (за роль Джой «Ма» Ньюсом)                    |
| Найкраща акторка                                 | • Лілі Томлін — «Бабуся» (за роль Ель Рід)                             |
| Найкращий новий актор                            | • Міа Тейлор — «Мандарин» (за роль Александри)                         |
| Найкращий новий актор                            | • Аріель Голмс — «Бог знає що» (за роль Гарлі)                         |
| Найкращий новий актор                            | • Рорі Калкін — «Гебріел» (за роль Гебріела)                           |
| Найкращий новий актор                            | • Лола Керк — «Пані Америка» (за роль Трейсі Фішко)                    |
| Найкращий новий актор                            | • Кітана Кікі Родрігес — «Мандарин» (за роль Сін-Ді Релли)             |
| Приз глядацьких симпатій                         | • Мандарин / Tangerine                                                 |
| Приз глядацьких симпатій                         | • Бог знає що / Heaven Knows What                                      |
| Приз глядацьких симпатій                         | • Керол / Carol                                                        |
| Приз глядацьких симпатій                         | • У центрі уваги / Spotlight                                           |
| Приз глядацьких симпатій                         | • Щоденник дівчинки-підлітка / The Diary of a Teenage Girl             |
| Найкращий новий серіал (довгоформатний)          | • Містер Робот / Mr. Robot                                             |
| Найкращий новий серіал (довгоформатний)          | • Незаймана Джейн / Jane the Virgin                                    |
| Найкращий новий серіал (довгоформатний)          | • Незламна Кіммі Шмідт / Unbreakable Kimmy Schmidt                     |
| Найкращий новий серіал (довгоформатний)          | • Нереально / Unreal                                                   |
| Найкращий новий серіал (довгоформатний)          | • Очевидне / Transparent                                               |
| Найкращий новий серіал (короткоформатний)        | • Shugs and Fats                                                       |
| Найкращий новий серіал (короткоформатний)        | • Qraftish, Christal                                                   |
| Найкращий новий серіал (короткоформатний)        | • Бі та Цуцикіт / Bee and PuppyCat                                     |
| Найкращий новий серіал (короткоформатний)        | • Неспроможність / The Impossibilities                                 |
| Найкращий новий серіал (короткоформатний)        | • Ти такий талановитий / You’re So Talented                            |

### Спеціальні нагороди
- Спеціальний приз журі акторському складу
  - «У центрі уваги» (Марк Руффало, Майкл Кітон, Рейчел Мак-Адамс, Лев Шрайбер, Джон Слеттері, Стенлі Туччі, Браян Дерсі Джеймс[en] та Біллі Крудап)

- Грант «Live the Dream» жінкам-режисерам
  - Шанель Апонте Пірсон — «Вулиця Льюїс, 195» / 195 Lewis
    - Клер Карр — «Вуглинки» / Embers
    - Роксі Топорович — «У самоволці» / AWOL

- Нагорода-вдячність
  - Еллен Коттер (за мережу кінотеатрів «Angelika Film Center»[en])

- Почесні нагороди (Gotham Tributes)
  - Тодд Гейнс
  - Стів Голін[en]
  - Гелен Міррен
  - Роберт Редфорд